# Vrazova Ljubica
Vrazova Ljubica je festival ljubavne poezije koji se jedanput godišnje organizira u Samoboru.

## O festivalu
Festival je utemeljen u spomen na Julijanu Cantillly, Samoborku i nećakinju Ljudevita Gaja, u koju se zaljubio Stanko Vraz. Vraz je, njoj u čast, napisao zbirku ljubavnih pjesama Đulabije, gdje ju je nazivao "Ljubica". Julijana se na kraju udala za jednog slovenskog trgovca kojem je rodila sina i kćer, a ubrzo je i preminula, 1842. godine. Od 1990. Pučko otvoreno učilište u Samoboru organizira okupljanje hrvatskih pjesnika na Ljubičinom grobu iza župne crkve. Tamo se čitaju Vrazove i njihove ljubavne pjesme, a jedan od osnivača je i samoborski pjesnik Josip Prudeus.